# The Assistant (2019)
The Assistant ist ein Filmdrama von Kitty Green, das Ende August 2019 beim Telluride Film Festival seine Premiere feierte und im Februar 2020 in der Panorama-Sektion der Filmfestspiele Berlin gezeigt wurde. Ende Januar 2020 kam der Film in die US-Kinos.

## Handlung
Jane kommt Montags früh morgens als Erste ins Büro, kocht Kaffee und tauscht mit den nach und nach eintrudelnden Kollegen floskelhafe Begrüßungen aus. Sie arbeitet seit zwei Monaten für eine Filmproduktionsfirma, und in dem Büro gehen die Stars ein und aus. Jane ist Junior-Assistentin eines prominenten Entertainment-Moguls, organisiert, telefoniert und kopiert, kontrolliert Bestellungen, kümmert sich um die Kinder ihres Chefs, wenn seine Frau ins Büro kommt, und ist dabei freundlich und zurückhaltend und für die meisten fast unsichtbar. Sie ist so sehr eingespannt, dass sie sogar den Geburtstag ihres Vaters vergessen hat.
Jane wird auch immer wieder von ihren Kollegen für private Angelegenheiten eingespannt, dennoch ist sie nicht wirklich integriert. Als Sienna, eine junge Frau ins Büro kommt und einen Vertrag als neue Assistentin unterschreibt, wendet sich Jane an den Personalleiter Wilcock und erzählt ihm, dass die junge, unerfahrene Frau im Hotel untergebracht wurde und deutet an, der Chef habe diese nur ihres Aussehens wegen eingestellt und könne sie womöglich in dieser Position zu sexuellen Gefälligkeiten nötigen. Der Personaler versteht das Problem nicht und glaubt, Jane sei einfach nur neidisch auf die neue Kollegin. Sie will die Sache nicht unter den Teppich kehren, der Personaler jedoch tut dies. Schnell erfahren ihr Chef und ihre beiden direkten Kollegen von der Meldung beim Personaler. Die Kollegen sagen ihr, sie solle das nächste Mal erst zu ihnen kommen und diktieren ihr die Entschuldigungs-Mail an den Chef. Immer wenn dessen Frau im Büro auftaucht, ist Jane kurz davor, dieser von ihren Beobachtungen bezüglich des Umgangs ihres Mannes mit den jungen Frauen zu berichten.
Die neue Assistentin Sienna beginnt ihre Arbeit und wird am Schreibtisch gegenüber von Jane platziert. Sie erklärt ihr die Arbeiten und auch wie das Telefon funktioniert. Als sie abends als letzte Mitarbeiterin das Büro verlässt und nur ihr Chef zurückbleibt, sieht sie diesen durchs Fenster beim Sex. Jane ruft ihren Vater an, um ihm zum Geburtstag zu gratulieren, erzählt ihm jedoch nicht, mit welchen Problemen sie auf der Arbeit an diesem Tag zu tun hatte und auch nicht davon, wie ihr Chef junge Mitarbeiterinnen zu Objekten degradiert, wie es ihm beliebt.

## Produktion

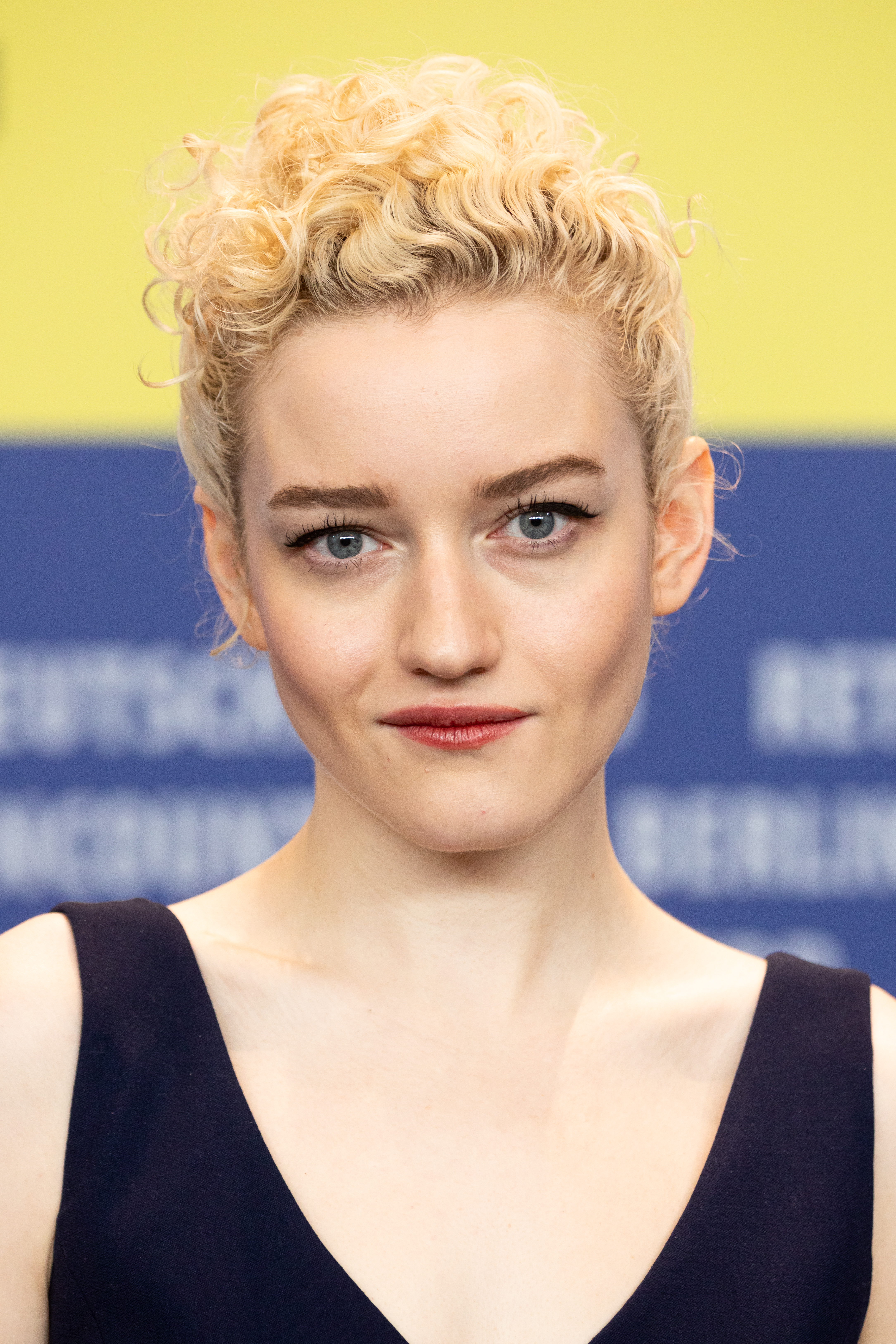
Hauptdarstellerin Julia Garner bei der Vorstellung des Films bei den Filmfestspielen in Berlin

Regie führte Kitty Green, die auch das Drehbuch schrieb. In der Vergangenheit war sie überwiegend als Dokumentarfilmerin tätig. Ursprünglich habe sie für einen Film über sexuelle Belästigung auf US-amerikanischen College-Campussen recherchiert, so Green. Als jedoch die Geschehnisse im Weinstein-Skandal ans Licht kamen und sie mit einigen Freunden gesprochen hatte, die in dessen Firma gearbeitet hatten, und später auch mit Mitarbeiterinnen und Mitarbeitern aus anderen Branchen, änderte sie das Konzept in Richtung eines Systems, in dem sich Menschen gefangen fühlen, schweigen und sich wegducken. Dass Assistentinnen, wie im Film gezeigt, die Kinder ihres Bosses betreuen mussten, während dieser Sex mit einer Mitarbeiterin hatte, habe sie mehrfach gehört. Green setzte in ihrem Spielfilmdebüt auf einen kammerspielartigen Realismus. Eine knapp zehnminütige Szene, in der die Protagonistin die Personalabteilung besucht, der Interessenvertreter der Mitarbeiter jedoch nur das Ansehen der Firma im Blick hat, war der Regisseurin besonders wichtig. In einem Interview mit dem British Film Institute sagte sie: „Ich wollte unbedingt ein Beispiel für Gaslighting im Film. Denn viele Frauen haben erzählt, dass sie in der Arbeit manipuliert und verunsichert wurden, bis sie dachten, eigentlich sei alles ok – oder aber noch irritierter waren als zuvor.“
Julia Garner übernahm die Rolle der titelgebenden Assistentin Jane. Kristine Frøseth spielt die neue junge Assistentin Sienna, Matthew Macfadyen spielt den Personaler Wilcock und Alexander Chaplin ihren vorgesetzten Kollegen Max. Jon Orsini und Noah Robbins sind in den Rollen ihrer Kollegen in ihrem Bürozimmer zu sehen. Jay O. Sanders leiht Janes Chef seine Stimme, der im Film jedoch nie direkt zu sehen ist.
Die Premiere erfolgte am 30. August 2019 beim Telluride Film Festival. Ab 24. Januar 2020 wurde der Film beim Sundance Film Festival in der Sektion Spotlight gezeigt. Der Kinostart in den USA erfolgte am 31. Januar 2020. Im Februar 2020 wurde der Film im Rahmen der Filmfestspiele in Berlin in der Sektion Panorama vorgestellt. Am 3. April 2020 sollte er in die Kinos im Vereinigten Königreich kommen. Im September 2020 wurde er beim Festival des amerikanischen Films in Deauville vorgestellt.

## Rezeption

### Altersfreigabe und Kritiken
In den USA erhielt der Film von der MPAA ein R-Rating, was einer Freigabe ab 17 Jahren entspricht. In Deutschland wurde der Film von der FSK ab 12 Jahren freigegeben.
Von den bei Rotten Tomatoes aufgeführten Kritiken sind 93 Prozent eher positiv mit einer durchschnittlichen Bewertung von 7,7 von möglichen 10 Punkten. Auf Metacritic hat er einen Metascore von 79 von 100 möglichen Punkten. Im IndieWire Critics Poll 2020 landete The Assistant unter den Erstlingsfilmen auf dem 7. Platz.
Carolin Ströbele schreibt in ihrer Kritik in der Zeit, die Anspielungen auf den ehemaligen Hollywood-Produzenten Harvey Weinstein seien in diesem Film unübersehbar. Das Zu-Kreuze-Kriechen, wie die Entschuldigungsmail, sei übliche Praxis in dieser Firma. Auch wenn man ihn nie zu sehen bekommt, sei der namenlose Boss dennoch in jeder Szene omnipräsent, allein durch die Angst, die dieser Mann verbreitet. Interessant an dem Ansatz von The Assistant sei, dass der Film die sexualisierte Gewalt, die der Boss verübt, weder zeigt noch sie jemals offen ausspricht. Alles erschöpfe sich in Andeutungen, so Ströbele. Diese Entmenschlichung am Arbeitsplatz, die Jane immer wieder erfährt, mache den Film auch weit über die #MeToo-Thematik hinaus bedeutungsvoll:  „Er zeigt auf bedrückende Weise, wie sich Mitglieder eines bestimmten Systems am Schweigen beteiligen. Weil es ihrer Meinung nach nichts bringt, die Stimme zu erheben; weil es unbequem ist; weil es das eigene Fortkommen behindert; und weil es einfach niemand hören will.“
David Sims von The Atlantic vergleicht The Assistant mit einem Horrorfilm mit einer Prise kafkaeskem Surrealismus, wenn Menschen im Dienst einer Person stehen, die so monströs ist, dass die Kamera sie buchstäblich nicht sehen kann.

### Einsatz im Unterricht
Das Onlineportal kinofenster.de empfiehlt The Assistant ab der 11. Klasse für die Unterrichtsfächer Deutsch, Englisch, Ethik, Sozialwissenschaften und Politik und bietet Materialien zum Film für den Unterricht. Hanna Schneider schreibt dort, die Sprachlosigkeit sei ein wichtiger Ausgangspunkt im pädagogischen Gespräch, und grundsätzlich sollte besprochen werden, was unter dem Begriff der sexuellen Gewalt subsumiert wird. Bei der Betrachtung misogyner Arbeitsstrukturen und der ungleichen Verteilung von Macht sei im Film besonders der Blick auf die Mikroaggressionen interessant, aber auch die genderspezifische Aufgabenzuteilung. Diese Themen ließen sich in gesellschaftswissenschaftlichen Fächern, Ethik oder Philosophie erörtern.

### Auszeichnungen
Artios Awards 2021

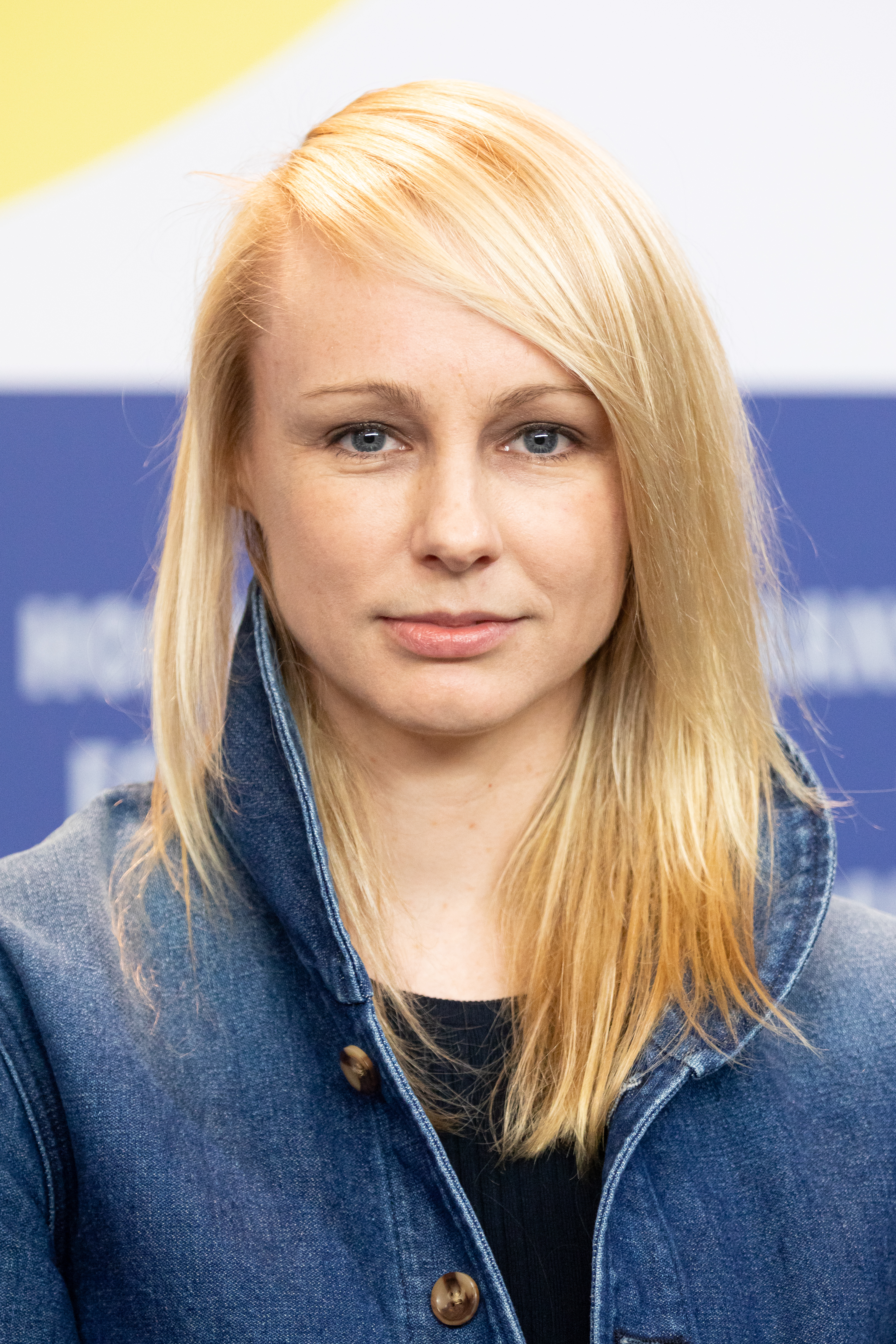
Regisseurin Kitty Green bei der Vorstellung des Films bei der Berlinale

- Nominierung in der Kategorie Low Budget – Komödie oder Filmdrama[15]

Boston Society of Film Critics Awards 2020
- Runner-up in der Kategorie Beste Schauspielerin (Julia Garner)[16]

Festival des amerikanischen Films 2020
- Auszeichnung mit dem Louis Roederer Fondation's Directing Prize (Kitty Green)
- Nominierung im Wettbewerb[17][18]

Gotham Awards 2021
- Nominierung als Bester Film[19]

Independent Spirit Awards 2021
- Nominierung für das Beste Erstlingsdrehbuch (Kitty Green)
- Nominierung für die Beste Kamera (Michael Latham)
- Nominierung als Beste Hauptdarstellerin (Julia Garner)[20]

## Synchronisation
Die deutsche Synchronisation entstand nach einem Dialogbuch und der Dialogregie von Angelika Scharf im Auftrag der Synch! Synch! Kino- & TV-Synchronisation GmbH, Hamburg.
| Darsteller/Originalsprecher | Synchronsprecher | Rolle       |
| --------------------------- | ---------------- | ----------- |
| Julia Garner                | Johanna Dost     | Jane        |
| Alexander Chaplin           | Frank Gustavus   | Max         |
| Kristine Frøseth            | Julia Fölster    | Sienna      |
| Matthew Macfadyen           | Stephan Benson   | Wilcock     |
| (Jay O. Sanders)            | Jesse Grimm      | der Boss    |
| (Mark Jacoby)               | Wolfgang Riehm   | Janes Vater |